# Ottone Ottone
Pour les articles homonymes, voir Ottone.
Ottone Ottone est un ballet contemporain de la chorégraphe belge Anne Teresa De Keersmaeker, créée en 1988 à Bruxelles, pour 16 danseurs de la compagnie Rosas sur la musique du Couronnement de Poppée (1642) de Claudio Monteverdi.

## Historique
Cette œuvre tient son titre de l'empereur romain Othon, en italien Ottone, personnage important de l'opéra de Monteverdi, mais n'en est pas une mise en scène, empruntant seulement la musique, par ailleurs fréquemment entrecoupée d'interventions des danseurs. Anne Teresa De Keersmaeker fait le choix de cette partition en raison de son intérêt musical et de la thématique centrale de l'opéra de Monteverdi sur le « pouvoir de destruction de l'amour » tout en prenant volontairement des distances avec la dramatique de l'œuvre.
Ottone Ottone est créé pour 16 danseurs (huit hommes, huit femmes), avec des rôles doublés voire triplés (comme pour Ottone) ce qui porte la troupe à 24 interprètes, et constitue la première pièce pour un grand plateau d'Anne Teresa De Keersmaeker. Cette pièce marque également un important changement stylistique de la chorégraphe tant dans l'utilisation d'une grammaire chorégraphique moins austère et d'un matériel scénique conséquent, que par le passage à un grand nombre d'interprètes, de plus non exclusivement féminin. Ottone Ottone connaîtra d'importantes évolutions tout au long de ses années de représentation, en raison entre autres de changements de distributions.
En 1991 à l'occasion des représentations au théâtre Varia de Bruxelles, une vidéo d'environ 100 minutes (la moitié de la durée à la création) réalisée par Walter Verdin et Anne Teresa De Keersmaeker a été tirée de ce spectacle.

## Accueil critique
Lors de sa création en septembre 1988 à Bruxelles, cette œuvre reçoit un bon accueil de la presse belge qui souligne le « chemin rigoureux » de la chorégraphe dans ce « divertissement populaire et tragique » tout en notant le changement stylistique que représente cette pièce aux « allures de folie printanière » alors inhabituelles chez De Keersmaeker. Ce changement important est également noté dans Libération qui y voit une « rupture avec le noir et blanc qui, depuis 1984, est devenu la marque austère de la compagnie Rosas ». La « trop longue » durée de la pièce et l'absence de « progression dramatique » sont toutefois critiquées.
Cette pièce est également notable dans le rapprochement qui en a été fait avec le travail de Pina Bausch, que De Keersmaeker apprécie, tant par son approche de la scénographie que de la « distribution des rôles en fonction du vécu des danseurs ».

## Fiche technique
- Chorégraphie : Anne Teresa De Keersmaeker
- Assistance chorégraphique : Jean-Luc Ducourt
- Interprètes à la création : Nicole Balm, Nordine Benchorf, Laure Bonicel, Bruce Campbell, Anne Teresa De Keersmaeker, Michèle Anne De Mey, Pierre Droulers, Jean-Luc Ducourt, Kees Eijrond, Natalia Espinet Valles, Nadine Ganase, Fumiyo Ikeda, John Jasperse, Kitty Kortes Lynch, Nathalie Million, Oscar Dasi y Perez, Pere Pladevall Vallcorba, Vincent Saez, Carlotta Sagna, Johanne Saunier, Jordi Cassanovas Sempere, Wouter Steenbergen, Fatou Traore, Marc Willems[8].
- Musique : Le Couronnement de Poppée de Claudio Monteverdi dans la version enregistrée par Nikolaus Harnoncourt en 1974[5].
- Scénographie (décors et lumières) : Herman Sorgeloos
- Costumes : Compagnie Rosas et Herman Sorgeloos
- Dramaturgie : Marianne Van Kerckhoven
- Production : Compagnie Rosas, Kaaitheater, Théâtre de la Ville à Paris, Rotterdam'88, Danse au Festival international d'Aix, La Monnaie de Bruxelles.
- Première : 22 septembre 1988 aux Halles de Schaerbeek à Bruxelles
- Représentations :
- Durée : environ 200 minutes